# Paradigma (nyelvészet)
A hagyományos nyelvészetben paradigmának nevezik egy lexikai morféma és a hozzáadható toldalékok által képzett együttest. A modern nyelvészetben kitágítják ezt a meghatározást, és paradigmának azon entitások együttesét tekintik, melyek felcserélhetők egymással egy adott nyelvi egységen belül.

## A hagyományos nyelvészetben
A leggyakoribb értelemben egy névszó vagy egy ige paradigmájáról beszélnek, melyen az ezen entitás ragozott alakjainak az együttesét értik, de vannak ennél szűkebb és tágabb értelmezések is. Szűkebb értelemben lehet szó például az ad ige feltételes módú paradigmájáról (adnék, adnál stb.), tágabb értelemben pedig arról, hogy a magyar igéknek van jelen és múlt idejű, tárgyas és alanyi stb. paradigmájuk. Ugyancsak lehet szó például a magyar főnevek esetragos alakjainak a paradigmájáról. Paradigmának szokták nevezni azon szavak összességét is, amelyeket azonos minta szerint ragoznak, továbbá egy adott szófajhoz tartozó toldalékolt alakok rendszerét is – így lehet szó főnévi paradigmáról, vagy arról, hogy egy adott esetalak a főnévi paradigmához tartozik.
A szabályszerűsége szempontjából egy szó paradigmája lehet:
- teljes és szabályos, vagyis az adott szó megkaphatja mindazon toldalékot, melyeket az ugyanabba a szóosztályba tartozó szavak kapják, a töve pedig nem szenved változásokat, vagy csak olyanokat, amelyek szabályszerűek: (franciául) aimer ’szeretni’,[5] répéter ’ismételni’ (é [e] ~ è [ɛ] váltakozással – az utóbbi magánhangzóval többek között az il/elle répète ’ismétel’ alakban);[6]
- teljes, de szabálytalanul változó tövű alakokat tartalmazó: megyek, mész, ment;
- teljes, de különböző tövű, szuppletívnek nevezett alakokat tartalmazó: van, lesz;
- hiányos: például a zajlik ige, aminek nincs felszólító módú alakja.

## A modern nyelvészetben
A modern nyelvészet szempontjából az olyan rendszerek, mint az esetragozási és az igeragozási sor egyedi esetei, Ferdinand de Saussure elnevezésével élve „asszociácós” viszonyok. Nyelvi entitások ilyen, paradigmatikusnak is nevezett viszonyban vannak, azaz egyazon paradigmához tartoznak, ha felcserélhetők egymással egyazon tipikus kereten, azaz morfémán, szószerkezeten, egyszerű mondaton vagy összetett mondaton belül.
A paradigmatikus viszonyoknak virtuális jellege van, azaz a beszédfolyamaton kívül, az egyén tudatában, emlékezetében léteznek. A paradigmát függőlegesen elrendezett entitásokként lehet reprezentálni. Például a fecsegő szónak megvannak a következő asszociációs viszonyai – mindegyik alábbi oszlop egy-egy, különböző szempontokból alakult paradigmát képez:
| Közös tő  | Közös jelentés | Közös képző | Közös szóvég |
| --------- | -------------- | ----------- | ------------ |
| fecsegve  | locsogó        | kereső      | levegő       |
| fecsegett | szószátyár     | nevető      | hő           |
| fecsegés  | csacsogó       | recsegő     | ernyő        |
| fecsegni  | cserfes        | nyerő       | kendő        |
| stb.      | stb.           | stb.        | stb.         |

A paradigmatikus viszonyok ellentétben állnak a szintagmatikus viszonyokkal. Az utóbbiak a szavak összekapcsolódása során jönnek létre, a nyelv lineáris voltán alapulnak, tehát vízszintes vonalon reprezentálhatók. A szintagmatikus viszonyban egy paradigmának csak az egyik entitása vehet részt egy időben.
Az egyazon paradigmához való tartozást felcserélési teszt nyomán lehet megállapítani. Például a lexikai morféma keretét tekintve az olyan mássalhangzók, mint az angolban a beer ’sör’, deer ’szarvas’ és peer ’szemét mereszti’ szavak kezdeti mássalhangzói, egyazon paradigmához tartoznak, mivel felcserélhetők egymással azon a vízszintes vonalon, melyet a mássalhangzó + [ɪə(ɹ)] hangsor képez. Ennek a tesztnek a fonológiában van jelentősége, ugyanis a segítségével megállapítható, hogy egy beszédhang fonéma-e, vagy sem. Például az idézett szavakból megállapítható, hogy a /b/, a /d/ és a /p/ fonéma, mivel ellentétben állnak egymással, olyan szavakat alkotva, amelyek lexikai jelentését csak azok különböztetik meg. Az egyszerű mondat keretét tekintve olyan szavak, mint például today ’ma’ és tomorrow ’holnap’, egyazon paradigmához tartoznak, mivel felcserélhetők egymással egy olyan mondatban, mint She will arrive today/tomorrow ’Ma/Holnap fog megérkezni’.